# Amaras
Amaras (en arménien : Ամարաս) est un monastère arménien situé près du village de Sos en Azerbaïdjan. De 1992 à 2023, il faisait partie de la république du Haut-Karabagh.

## Situation
Le monastère s'élève dans le sud du Haut-Karabagh, à 3 km à l'est du village de Djutdju qui dépend de Sos.

## Histoire
Amaras a été fondé au IVe siècle par Grégoire l'illuminateur. Mesrop Machtots, inventeur de l'alphabet arménien en 405 y crée par la suite sa première école. La dépouille du martyr saint Grigoris y serait enterrée.
Le lieu est détruit puis réédifié de nombreuses fois, notamment lors de l'invasion de Tamerlan en 1387. Après cela il est peu à peu abandonné. Lors de la conquête russe du sud du Caucase au XIXe siècle, il est réutilisé comme forteresse par les troupes russes. En 1848, il est rendu à l'Église apostolique arménienne et retrouve sa fonction religieuse et l'église actuelle, Sourp Grigoris, est bâtie en 1858 grâce aux financements des habitants de Chouchi.
À la suite de la deuxième guerre du Haut-Karabagh en 2020, qui voit l'armée azerbaïdjanaise reconquérir une partie de la région de Martouni, le monastère demeure dans la zone sous le contrôle du Haut-Karabagh. Lors de la guerre, le 24 octobre, un soldat arménien, voyant les troupes azerbaïdjanaises se rapprocher inéluctablement, aurait hissé le drapeau russe, faisant cesser l'attaque.
Durant l'offensive du 20 septembre 2023, qui voit la défaite du Haut-Karabagh, il tombe sous contrôle azerbaïdjanais.

## Architecture

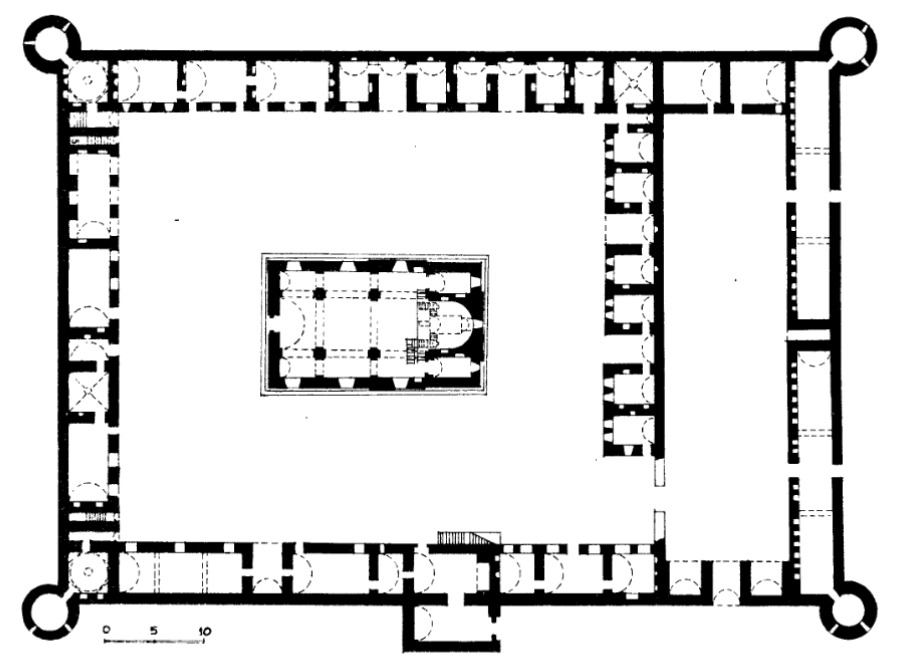
Plan du monastère.

Les bâtiments actuels datent des XVIIe et XIXe siècles. Le complexe monastique est composé d'une enceinte de forme rectangulaire. On y entre par une cour domestique, bordée par une étable et une écurie, puis on pénètre dans la cour principale, qui comprend à sa gauche la maison de l'archiprêtre et au centre l'église principale qui présente un plan de basilique à trois nefs.
Le trésor du site réside dans le caveau de saint Grigoris, seul rescapé des destructions successives qu'a connues Amaras. Il remonte à l'an 489, et c'est le plus ancien et le mieux conservé de histoire arménienne.

## Galerie photographique

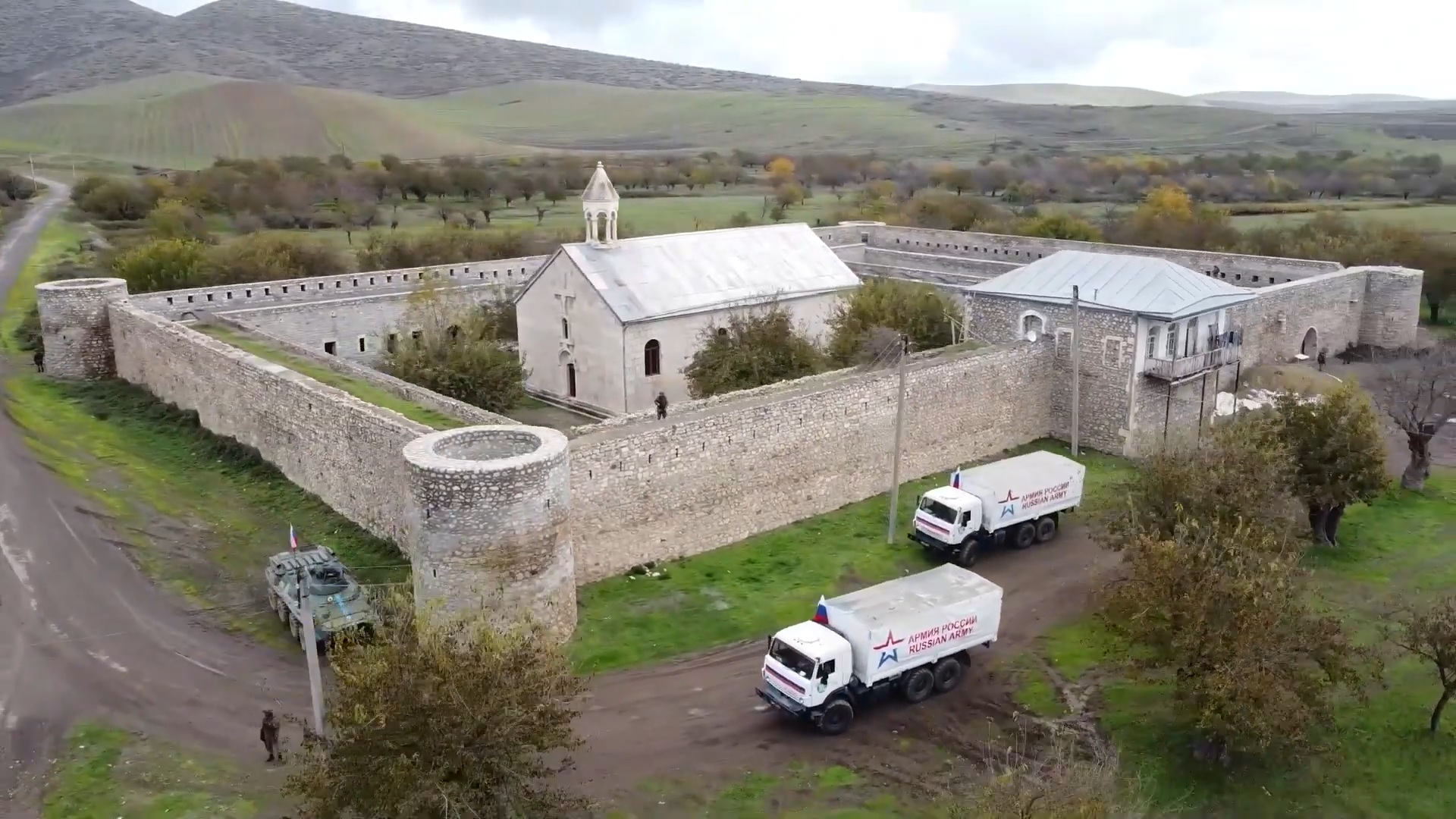
Vue d'ensemble du monastère, 2021.
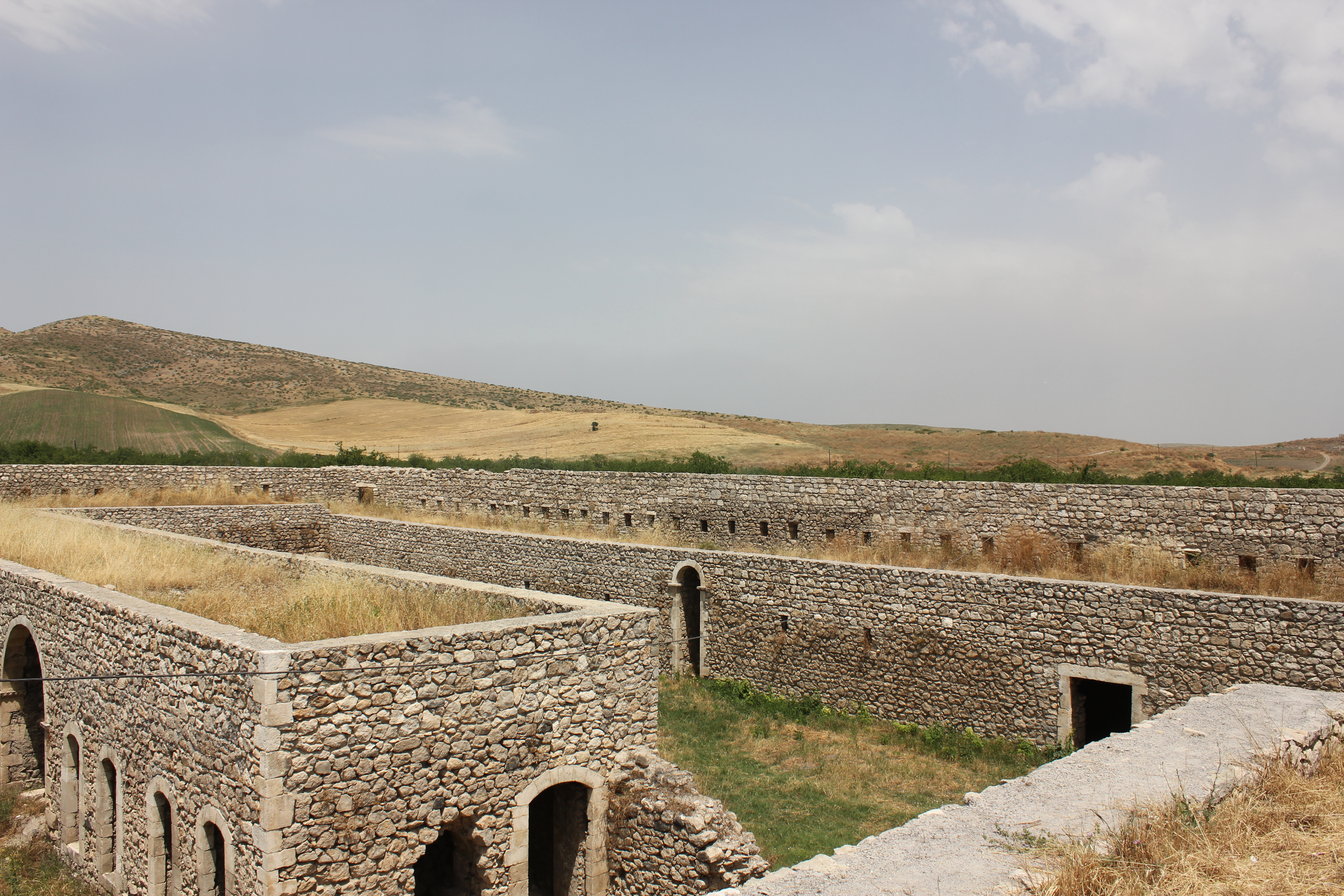
Bâtiments annexes (étables), 2013.
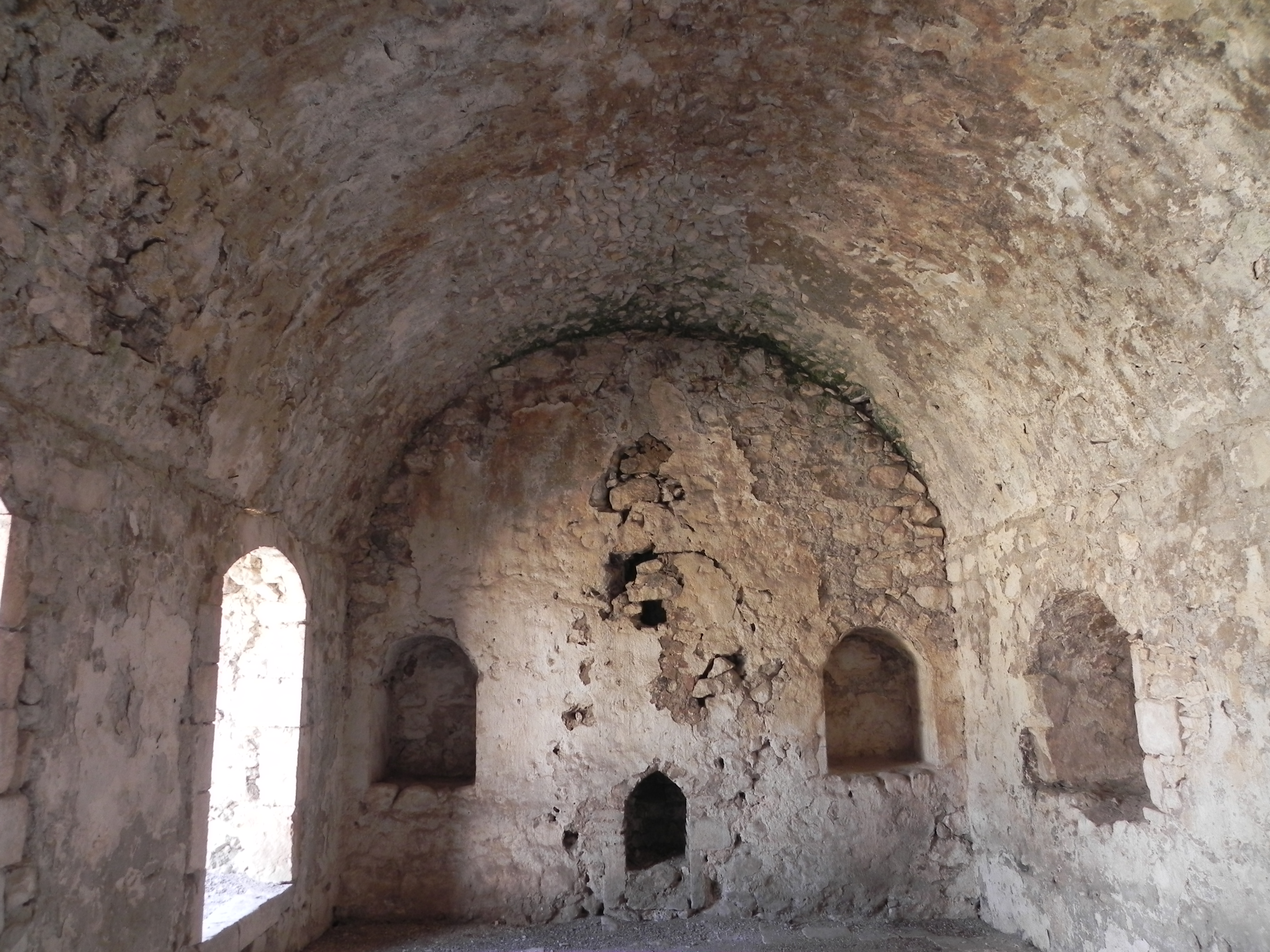
Intérieur d'une étable, 2013.

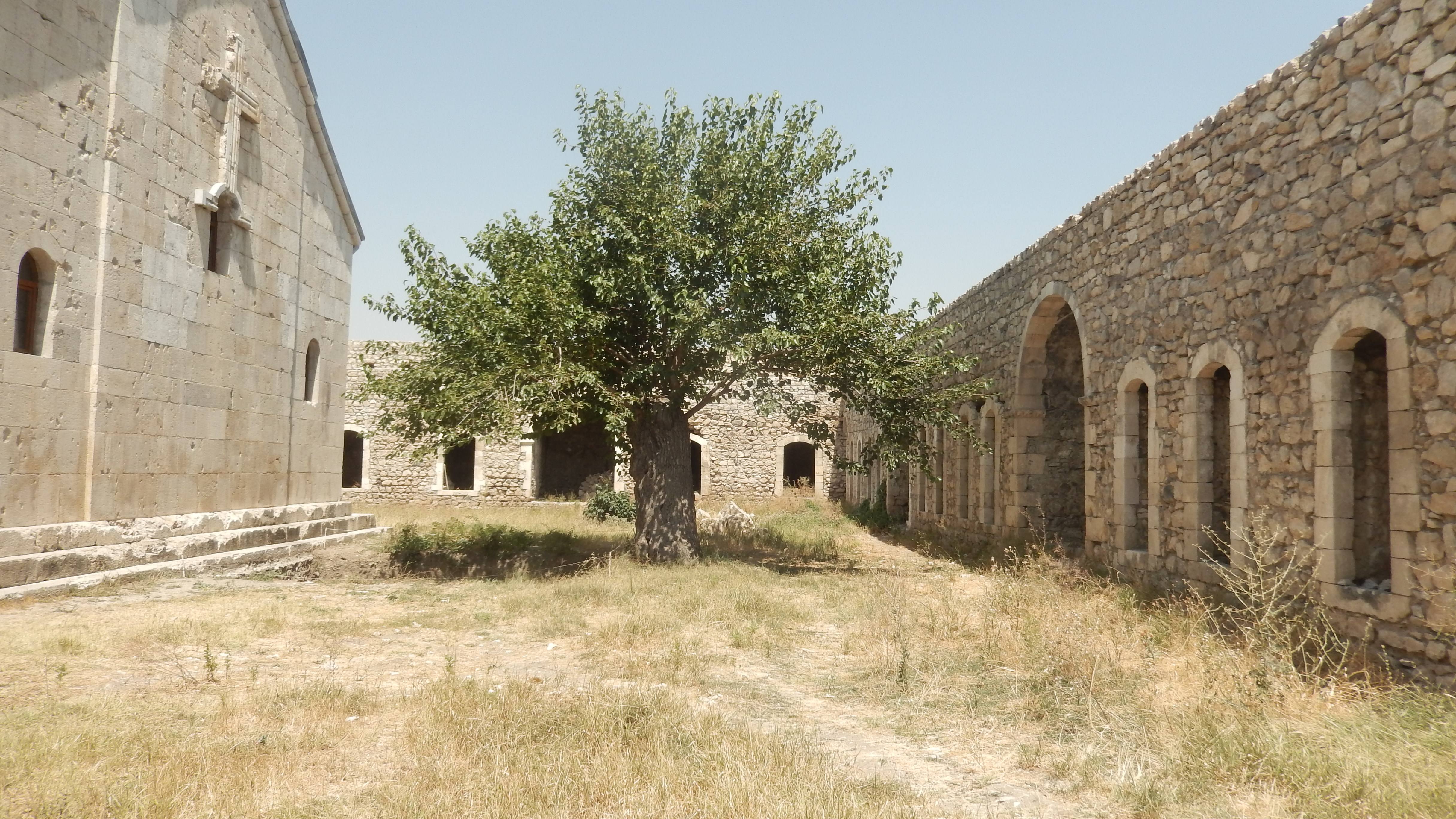
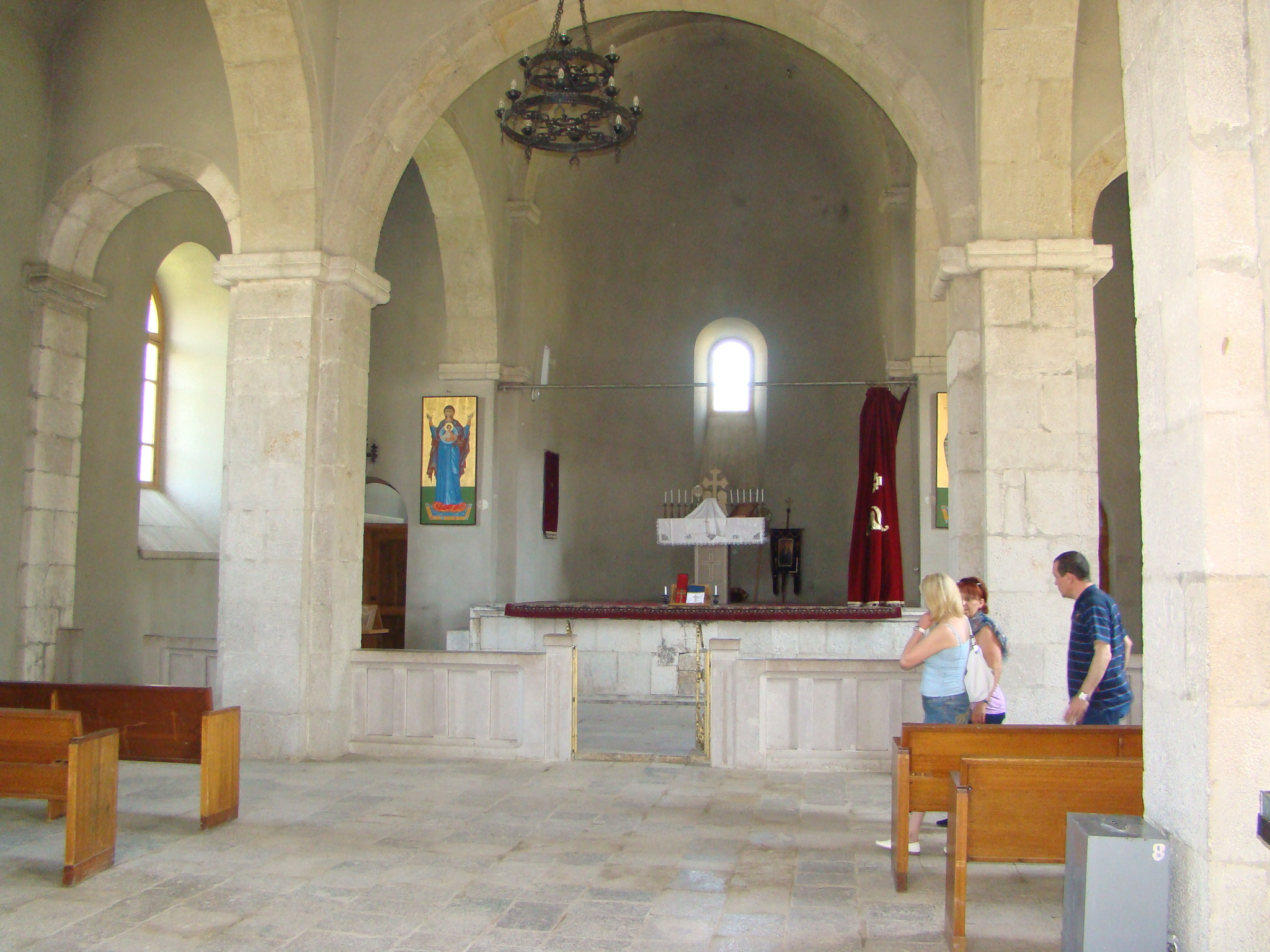
Intérieur de l'église, 2014.
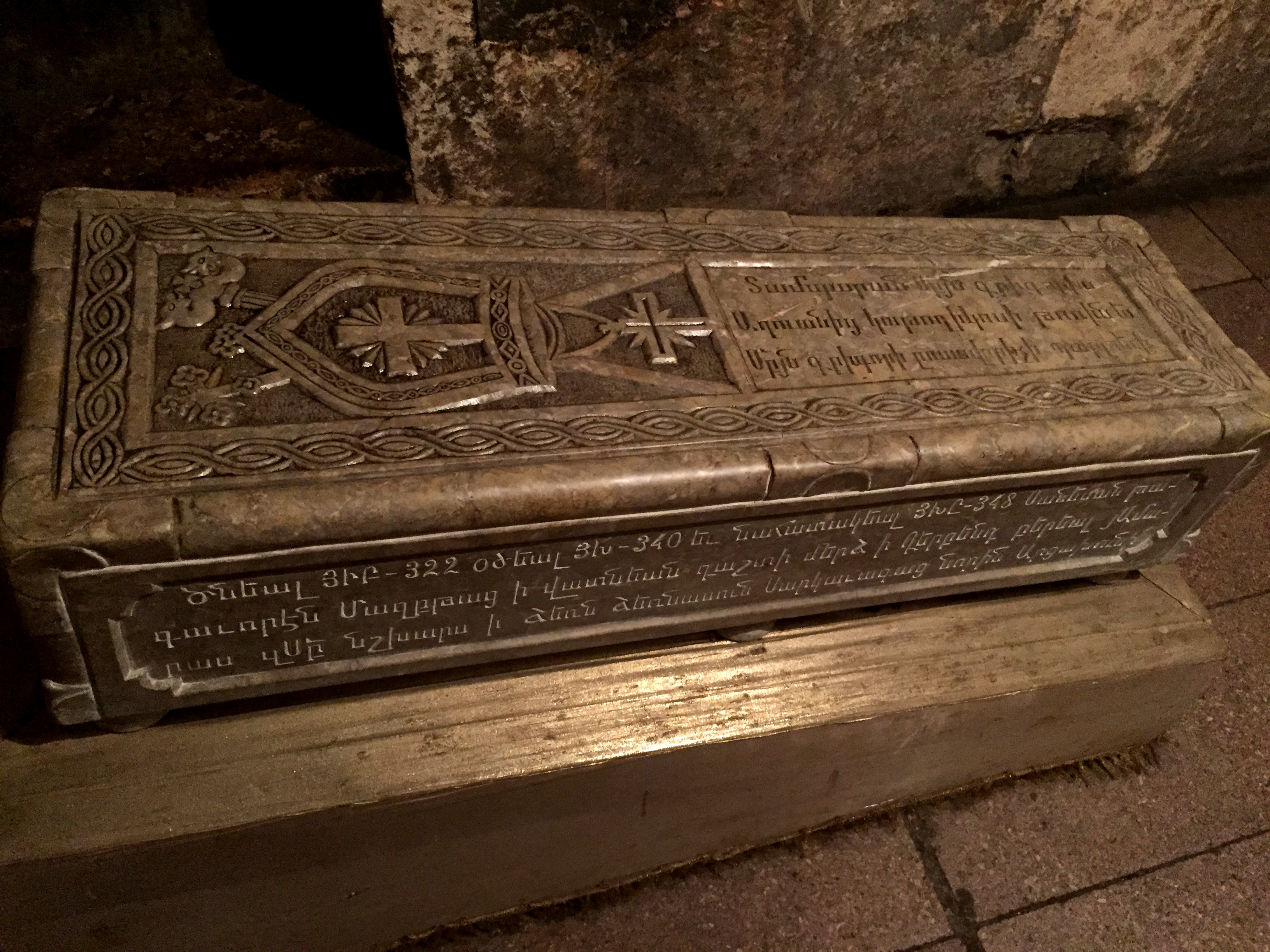
Sarcophage de Saint Grigoris, 2017.